# Lopescladius inermis
Lopescladius inermis är en tvåvingeart som beskrevs av Ole Anton Saether 1983. Lopescladius inermis ingår i släktet Lopescladius och familjen fjädermyggor.
Artens utbredningsområde är Kansas. Inga underarter finns listade i Catalogue of Life.